# Княжівська сільська рада (Золочівський район)
| Княжівська сільська рада — колишній орган місцевого самоврядування у Золочівському районі Львівської області з адміністративним центром у с. Княже. Історична дата утворення: в 1993 році. Сільській раді були підпорядковані населені пункти: - с. Княже |

## Склад ради
Рада складалася з 12 депутатів та голови.

### Керівний склад ради
| ПІБ                           | Основні відомості                                                               | Дата обрання | Дата звільнення |
| ----------------------------- | ------------------------------------------------------------------------------- | ------------ | --------------- |
| Хоманський Володимир Маркович | Сільський голова, 1948 року народження, освіта, безпартійний                    | 26.03.2006   | 31.10.2010      |
| Хоманський Володимир Маркович | Сільський голова, 1948 року народження, освіта середня спеціальна, безпартійний | 31.10.2010   |                 |

Примітка: таблиця складена за даними джерела